# Альмонеда, Бенжамин

Герб Бенжамина Альмонеды

Бенжамин де Хесус Альмонеда (англ. Benjamin de Jesus Almoneda; 11 апреля 1930, Нага, Центральные Висайи — 6 января 2023, Манила) — филиппинский католический прелат, второй епископ Даэта (1991—2007).
Изучал теологию и философию в священнической семинарии Сан Хосе в Кесон-Сити. Также учился в Риме на курсах литургии и катехизиса.
Рукоположен в священники 22 марта 1958 года. Служил в различных католических организациях архиепархии Касерес. В 1980-е годы ректор Папского филиппинского колледжа в Риме.
19 декабря 1989 года назначен титулярным епископом Тимиды и викарным епископом Даэта. Обряд посвящения провели 6 января 1990 года папа Иоанн Павел II, кардинал Джованни Баттиста Ре и секретарь Конгрегации восточных церквей Мирослав Стефан Марусин.
С 7 июня 1991 года епископ Даэта. Ушёл на покой 4 апреля 2007 года в связи с возрастом.
Умер в Маниле 6 января 2023 года.